# Герич Владислав Володимирович
Владислав Володимирович Герич (нар. 7 листопада 2005, Львів, Україна) — український футболіст, центральний нападник «Динамо» (Київ).

## Клубна кар'єра
Уродженець Львова, є вихованцем місцевої школи «Покрова-Вікторія», з якої потрапив до академії «Львова». В ДЮФЛУ за «левів» зіграв 64 матчі, забив 9 голів. Після військового вторгнення Росії в Україну вирушив до Німеччини, де нетривалий час виступав на аматорському рівні, після чого повернувся у «Львів». Влітку 2022 року Герич долучився до складу команди U-19 і провів в юнацькому чемпіонаті 23 матчі, забивши 5 голів. В середині травня по разу забив одноліткам «Ворскли» (2:1) та «Руху» (1:2), після чого отримав шанс дебютувати в УПЛ.
У травні 2023 року головний тренер першої команди Анатолій Безсмертний надав можливість перевірити свої сили на рівні УПЛ у першій команді «Львова» групі футболістів команди U-19, оскільки команда достроково втратила шанси на збереження прописки та втратила ряд гравців. Дебютував у Прем'єр-лізі у віці 17 років та 198 днів, провівши другий тайм матчу з «Чорноморцем» (0:1), після чого виходив на заміну в зустрічах з «Інгульцем» (0:2) і «Колосом» (0:1).
В липні 2023 року разом з одноклубником Тарасом Михавкою перейшли у «Динамо» (Київ), де стали виступати за юнацьку команду.